# Järnvägens trädgårdar

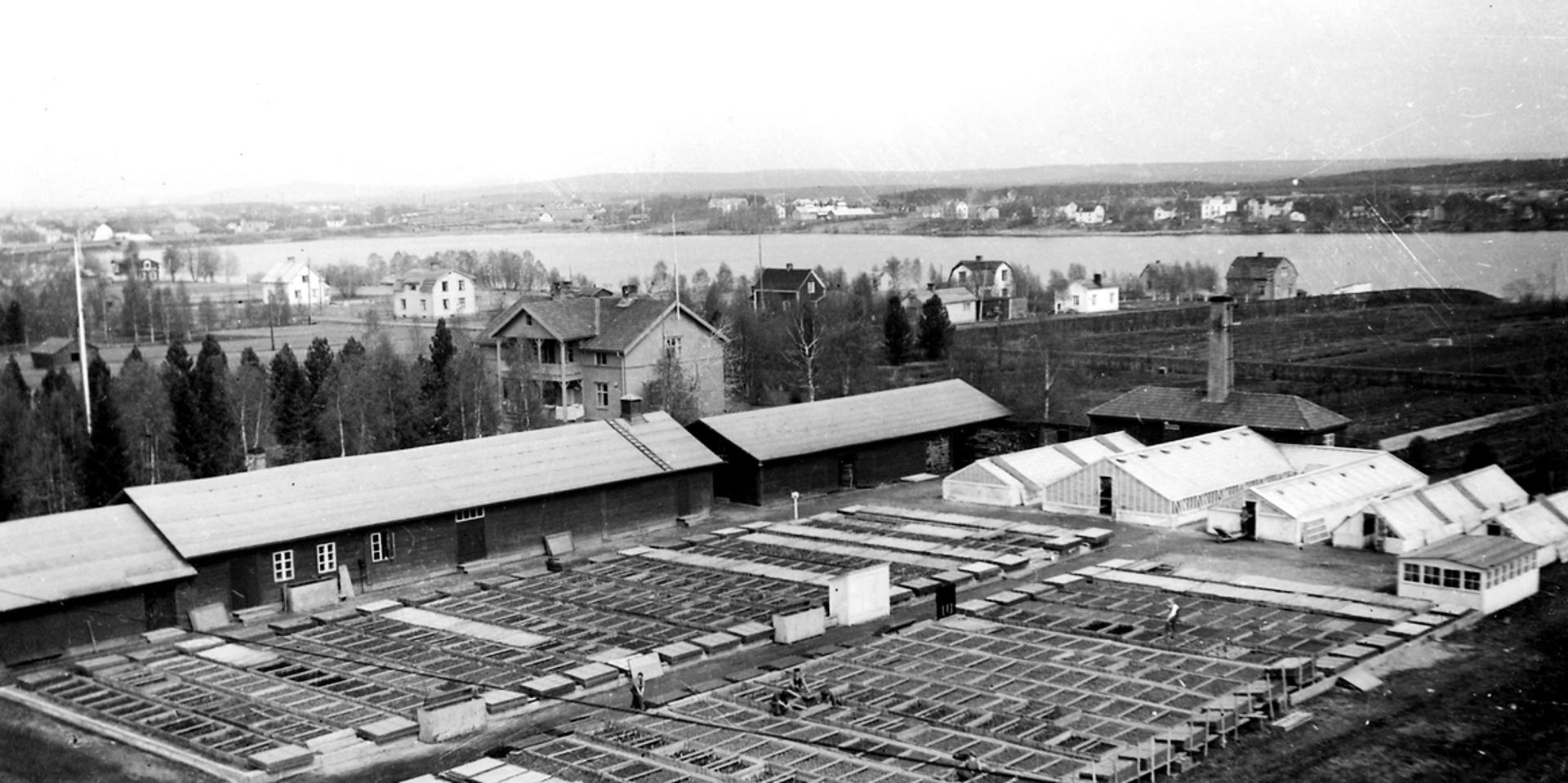
En av SJ:s plantskolor

Järnvägens trädgårdar är den hortikultur som i över hundra år bedrevs av SJ, en mycket omfattande trädgårdsverksamhet som i början av 1900-talet var en av de mest kända företrädarna för svensk trädgårdskonst.
Statens järnvägar fungerade som en viktig kunskapsspridare om hur man kunde smycka närmiljön med växter och introducerade fruktträd och köksodlingsväxter. Trädgårdsverksamheten påbörjades på 1850-talet. Redan tio år senare hade verksamheten vuxit så mycket att man anställde Olof Eneroth som trädgårdsdirektör. Bland annat var det i denna roll som Eneroth ritade om Vasaparken i Västerås på 1860-talet.
I slutet av 1880-talet påbörjades försöksodlingar och växtzonsforskning. Noggranna instruktioner och ritningar för planteringar utformades för olika delar av landet med diagram över hur lång norrut växter var härdiga. SJ:s planteringar och parker introducerade trädgårdsmoden och nya växter. Vissa växter, som bergenia och gullstav blev så förknippade med SJ att de kallades för "stationsblommor". Man upprättade också instruktioner över hur anställdas hemmaträdgårdar kunde organiseras och uppmuntrade sin personal att odla nytto- och prydnadsväxter, bland annat genom utdelning av plantor. Fram till 1940-talet hade SJ även försäljning till allmänheten av överblivna växter.
SJ avvecklade organisationen för skötsel av den yttre miljön i början av 1970-talet och järnvägsparker och planteringar togs bort eller förenklades för att minska utgifterna.